# Río Rupsa

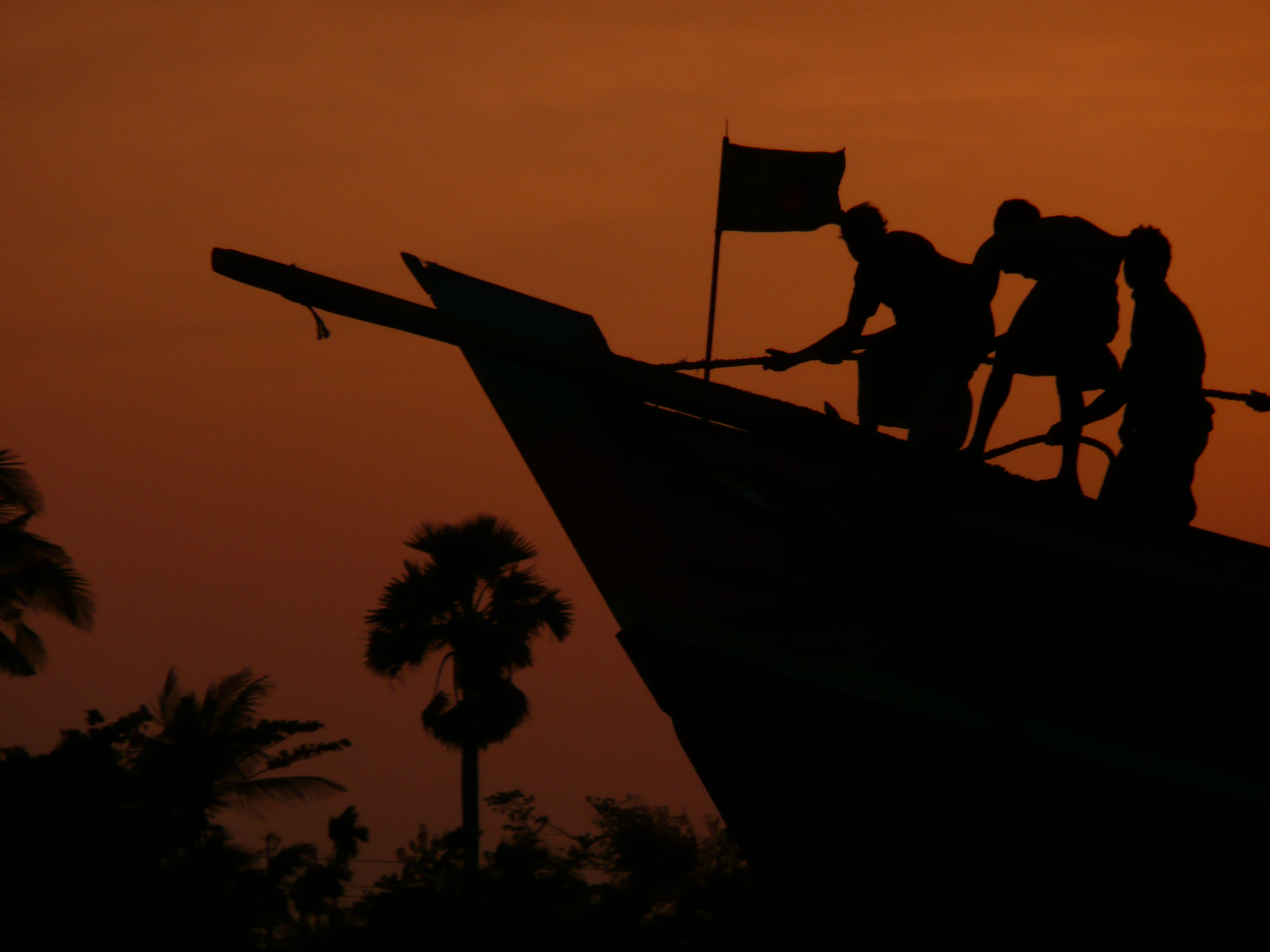
Un barco en el río Rupsa

El río Rupsa es un río en el suroeste de Bangladés y un distributario del Ganges. Rupsa es uno de los ríos más famosos de Bangladés.

## Descripción
Se forma a partir de la confluencia de los ríos Bhairab y Madhumati, y desemboca en el río Pasur. Toda su longitud se ve afectada por las mareas.
Fluye por el lado de Khulna y se conecta a la Bahía de Bengala a través del río Poshur en el canal Mongla. Cerca de Chalna, cambia su nombre a Río Pasur y desemboca en el Golfo de Bengala.
En la ribera de este río se sitúa un número importante de pesquerías, astilleros y fábricas. Un número importante de familias depende de la pesca en el río. Hay un puente sobre el río llamado Puente Khan Jahan Ali. Este puente conecta los distritos de Khulna y Bagerhat.